# Fenestrulina epiphytica
Fenestrulina epiphytica är en mossdjursart som beskrevs av Hayward och Ryland 1995. Fenestrulina epiphytica ingår i släktet Fenestrulina och familjen Microporellidae. Inga underarter finns listade i Catalogue of Life.